# Blíževedly
Blíževedly település Csehországban, Česká Lípa-i járásban. Blíževedly Stvolínky, Úštěk, Holany, Tuhaň, Dubá és Kravaře településekkel határos. Lakosainak száma 613 fő (2024. január 1.).

## Népesség
A település lakosságának változását az alábbi diagram mutatja:
| Lakosok száma | 1440 | 1438 | 1249 | 769  | 606  | 632  | 648  | 626  | 601  | 613  |
|               | 1869 | 1890 | 1921 | 1950 | 1980 | 2001 | 2017 | 2019 | 2022 | 2024 |